# Marcus Thätner

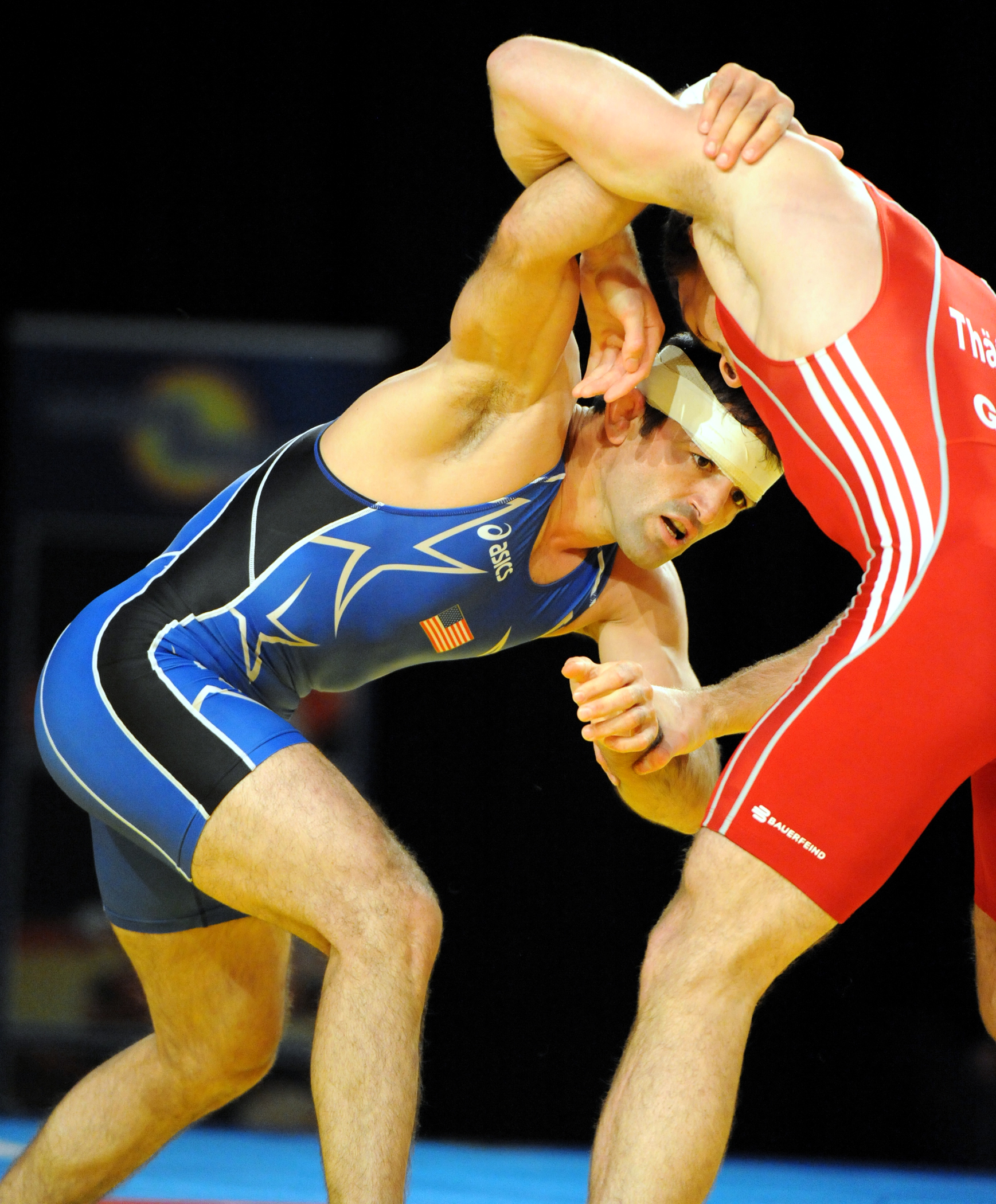
Marcus Thätner (rot) im Kampf mit Faruk Sahin (USA) bei den Ringer-Weltmeisterschaften 2009

Marcus Thätner (* 11. Februar 1985 in Frankfurt (Oder)) ist ein deutscher Ringer. Er gewann die Bronzemedaille bei der Europameisterschaft 2007 im griechisch-römischen Stil und war Teilnehmer bei den Olympischen Sommerspielen 2008 in Peking sowie vierfacher Deutscher Meister.

## Werdegang
Thätner ringt seit 1990 für den RSV Hansa 90 Frankfurt (Oder), derzeit in der Gewichtsklasse bis 66 Kilogramm. Sein derzeitiger Trainer ist Jörn Levermann. Das Abitur absolvierte er 2004 an der Sportschule Frankfurt (Oder). Danach setzte er seine Ausbildung an der BTU Cottbus im Studiengang Elektrotechnik fort. Aufgrund seiner sportlichen Aktivität und damit verbundenen Trainingszeiten erhielt er einen gesonderten Studienplan. Marcus Thätner war Sportsoldat und Unteroffizier bei der Bundeswehr. Derzeit ist Thätner als Automatisierungsingenieur bei ArcelorMittal Eisenhüttenstadt beschäftigt. 2020 wurde er zum Digital Champion des Roheisenwerks erkoren.
Bei der Militär-Weltmeisterschaft 2006 wurde er 12. Erfolgreicher verlief für Thätner die Europameisterschaft 2007 in Sofia, er gewann Bronze. Bei der Weltmeisterschaft des Jahres in Baku wurde er in der Klasse bis 66 Kilogramm nur 30. Bei der Europameisterschaft 2008 erlitt er seinen schwersten Rückschlag. Im Kampf gegen Plamen Petrov fühlte er starke Schmerzen in seiner linken Wade. Nach dem verlorenen Kampf untersuchte man ihn und stellte fest, dass er unter dem Kompartmentsyndrom litt. Auswirkung des Syndroms: Der Muskel blutet bedingt durch einen An- oder Abriss oder Überbelastung, wobei durch den entstehenden Druck Nerven und Gefäße abgedrückt werden. Nach einer Notoperation im finnischen Tampere konnte man sein Bein retten.
Schon in Finnland begann Marcus mit leichtem Training, damit er wieder zu Kräften kommt und schnellstmöglich wieder auf die Matte gehen kann. Nach einer sehr kurzen Trainingsphase zur Vorbereitung auf das letzte Qualifikationsturnier für die Olympischen Spiele 2008 in Peking schaffte er es wieder in eine Topform zu kommen. Durch einen dritten Platz beim zweiten Qualifikationsturnier in Novi Sad holte er die Qualifikation für Olympia 2008. Im entscheidenden Kampf konnte Thätner sich gegen den Nordkoreaner Kim Kum-chol durchsetzen.

## Internationale Erfolge
(EM = Europameisterschaft, GR = griech.-röm. Stil, 66 kg)
- 2001 „5. Platz“, EM in Izmir (TUR),GR (Cadets), vor Esa Uimonen (FIN);
- 2002 „6. Platz“, EM in Odessa (UKR), GR (Cadets), hinter Andrey Solovyev (RUS);
- 2005 „5. Platz“, WM in Vilnius (LTU),GR (Junioren), vor Aleksey Labkovich (BLR);
- 2007 „3. Platz“, EM in Sofia (BUL), GR, hinter Nikolay Gergov (BUL) und Olexander Khvoshch(UKR);
- 2008 „11. Platz“, EM in Tampere (FIN), GR;
- 2008 „3. Platz“, 2. Qualifikationsturnier zu Olympia 2008, GR, hinter Şeref Eroğlu, Türkei, und Aleksandr Kazakevich (LTU)

## Deutsche-Meisterschaften
- 2005, 1. Platz, GR, 66 kg, vor Ismail Baygus
- 2006, 2. Platz, GR, 66 kg, hinter Ismail Baygus
- 2007, 1. Platz, GR, 66 kg, vor Matthias Maasch (Wacker Burghausen)
- 2008, 1. Platz, GR, 66 kg, vor Christian Fetzer (ASV Hüttigweiler)
- 2009, 2. Platz, GR, 66 kg, hinter Christian Fetzer (TSV Herbrechtingen)
- 2010, 3. Platz, GR, 66 kg, hinter Christian Fetzer und Frank Stäbler
- 2011, 1. Platz, GR, 66 kg, vor Christian Fetzer (TSV Herbrechtingen)

## Auszeichnungen
2008 Hermann-Weingärtner-Preis der Stadt Frankfurt (Oder)